# Inge Dekker
Pour les articles homonymes, voir Dekker.
Inge Dekker, née le 18 août 1985 à Assen, est une nageuse néerlandaise qui s'illustre en papillon et en nage libre. Elle a notamment remporté la médaille d'or du relais 4 × 100 m nage libre lors des Jeux olympiques 2008 à Pékin.

## Biographie
Elle se retire de la compétition en février 2016 pour soigner un cancer du col de l'utérus.

## Palmarès

### Jeux olympiques
- Jeux olympiques d'été de 2004 à Athènes (Grèce) :
  -  Médaille de bronze au titre du relais 4 × 100 m nage libre.
- Jeux olympiques d'été de 2008 à Pékin (Chine) :
  -  Médaille d'or au titre du relais 4 × 100 m nage libre.
- Jeux olympiques d'été de 2012 à Londres (Royaume-Uni) :
  -  Médaille d'argent au titre du relais 4 × 100 m nage libre.

### Championnats du monde

#### Grand bassin
- Championnats du monde 2007 à Melbourne (Australie) :
  -  Médaille de bronze du 50 m papillon.
  -  Médaille de bronze au titre du relais 4 × 100 m nage libre.
- Championnats du monde 2009 à Rome (Italie) : 
  -  Médaille d'or au titre du relais 4 × 100 m nage libre.
- Championnats du monde 2011 à Shanghai (Chine) : 
  -  Médaille d'or du 50 m papillon.
  -  Médaille d'or au titre du relais 4 × 100 m nage libre.
- Championnats du monde 2013 à Barcelone (Espagne) : 
  -  Médaille de bronze au titre du relais 4 × 100 m nage libre.

#### Petit bassin
- Championnats du monde 2006 à Shanghai (Chine) :
  -  Médaille d'or au titre du relais 4 × 100 m nage libre.
- Championnats du monde 2008 à Manchester (Royaume-Uni) :
  -  Médaille d'or au titre du relais 4 × 100 m nage libre.
  -  Médaille d'or au titre du relais 4 × 200 m nage libre.
  -  Médaille de bronze du 50 m papillon.
- Championnats du monde 2010 à Dubaï (Émirats arabes unis) :
  -  Médaille d'or au titre du relais 4 × 100 m nage libre.
- Championnats du monde 2014 à Doha (Qatar) :
  -  Médaille d'or au titre du relais 4 × 50 m nage libre.
  -  Médaille d'or au titre du relais 4 × 100 m nage libre.
  -  Médaille d'or au titre du relais 4 × 200 m nage libre.
  -  Médaille de bronze du 50 m papillon.

### Championnats d'Europe

#### Grand bassin
- Championnats d'Europe 2004 à Madrid (Espagne) :
  -  Médaille d'argent au titre du relais 4 × 100 m nage libre.
- Championnats d'Europe 2006 à Budapest (Hongrie) :
  -  Médaille d'or du 100 m papillon.
  -  Médaille d'argent au titre du relais 4 × 100 m nage libre.
- Championnats d'Europe 2008 à Eindhoven (Pays-Bas) :
  -  Médaille d'or au titre du relais 4 × 100 m nage libre.
  -  Médaille d'argent du 50 m papillon.
  -  Médaille d'argent du 100 m papillon.
  -  Médaille de bronze du 100 m nage libre.
  -  Médaille de bronze au titre du relais 4 × 100 m 4 nages.

#### Petit bassin
- Championnats d'Europe 2004 à Vienne (Autriche) :
  -  Médaille d'or au titre du relais 4 × 50 m nage libre.
  -  Médaille d'or au titre du relais 4 × 50 m 4 nages.
- Championnats d'Europe 2005 à Trieste (Italie) :
  -  Médaille d'or au titre du relais 4 × 50 m nage libre.
  -  Médaille d'or au titre du relais 4 × 50 m 4 nages.
  -  Médaille d'argent du 50 m papillon.
- Championnats d'Europe 2006 à Helsinki (Finlande) :
  -  Médaille d'argent du 50 m papillon.
  -  Médaille d'argent du 100 m papillon.
  -  Médaille d'argent au titre du relais 4 × 50 m nage libre.
- Championnats d'Europe 2007 à Debrecen (Hongrie) :
  -  Médaille d'or du 100 m papillon.
  -  Médaille d'or au titre du relais 4 × 50 m nage libre.
  -  Médaille d'argent du 50 m papillon.
- Championnats d'Europe 2008 à Rijeka (Croatie) :
  -  Médaille d'or au titre du relais 4 × 50 m nage libre.
- Championnats d'Europe 2009 à Istanbul (Turquie) :
  -  Médaille d'or du 50 m papillon.
  -  Médaille d'or du 100 m nage libre.
  -  Médaille d'or du 100 m papillon.
  -  Médaille d'or au titre du relais 4 × 50 m nage libre.
  -  Médaille d'or au titre du relais 4 × 50 m 4 nages.
- Championnats d'Europe 2010 à Eindhoven (Pays-Bas) :
  -  Médaille d'or du 50 m papillon.
  -  Médaille d'or du 100 m papillon.
  -  Médaille d'or au titre du relais 4 × 50 m nage libre.
  -  Médaille d'or au titre du relais 4 × 50 m quatre nages.
- Championnats d'Europe 2013 à Herning (Danemark) :
  -  Médaille de bronze du 50 m papillon.
  -  Médaille de bronze au titre du relais 4 × 50 m nage libre mixte.
- Championnats d'Europe 2015 à Netanya (Israël) :
  -  Médaille d'argent au titre du relais 4 × 50 m nage libre.
  -  Médaille d'or au titre du relais 4 × 50 m quatre nages.
  -  Médaille de bronze au titre du relais 4 × 50 m nage libre mixte.

## Records

### Records personnels
Ce tableau détaille les records personnels d'Inge Dekker.
| Épreuve          | Temps   | Compétition                | Lieu                | Date       |
| 50 m nage libre  | 24 s 42 | Swim Cup                   | Amsterdam, Pays-Bas | 16/03/2012 |
| 100 m nage libre | 53 s 61 | Championnats du monde 2009 | Rome, Italie        | 26/07/2009 |
| 50 m papillon    | 25 s 50 | 51. Sette Colli            | Rome, Italie        | 15/06/2014 |
| 100 m papillon   | 57 s 32 | KNZB Challenger            | Dordrecht, Pays-Bas | 11/07/2014 |

| Épreuve          | Temps   | Compétition                     | Lieu                       | Date       |
| 50 m nage libre  | 23 s 53 | Championnats du monde 2009      | Istanbul, Turquie          | 11/12/2009 |
| 100 m nage libre | 51 s 35 | Championnats d'Europe 2009      | Istanbul, Turquie          | 11/12/2009 |
| 50 m papillon    | 24 s 59 | Coupe du monde de natation 2014 | Dubaï, Émirats arabes unis | 01/09/2014 |
| 100 m papillon   | 55 s 74 | Championnats d'Europe 2009      | Istanbul, Turquie          | 13/12/2009 |